# Adiantumsläktet
Adiantumsläktet (Adiantum) är ett släkte bland ormbunkarna. Det omfattar omkring 200 kända arter. Det räknas vanligen till familjen Pteridaceae, men en del systematiker utskiljer dem som en egen familj, Adiantaceae. Detta släktnamn kommer från ett grekiskt ord som betyder blöter inte ned och syftar på att bladen har förmåga att utsöndra vatten utan att själva bli fuktiga på utsidan.
De har ett särpräglat utseende med mörka, ofta svarta, stjälkar och klargröna, ofta fint skurna, blad.
De flesta trivs bäst i humusrik, fuktig och väldränerad jord, såväl i dalbottnar som på bergssidor. Många av arterna är kända för att växa runt vattenfall och andra områden med ständig vattenföring.
Den rikligaste förekomsten av arter i detta släkte finns i Anderna i Sydamerika. Ganska många finns också i östra Asien, nästan 40 i Kina.

## Lista över arter

Adiantum raddianum
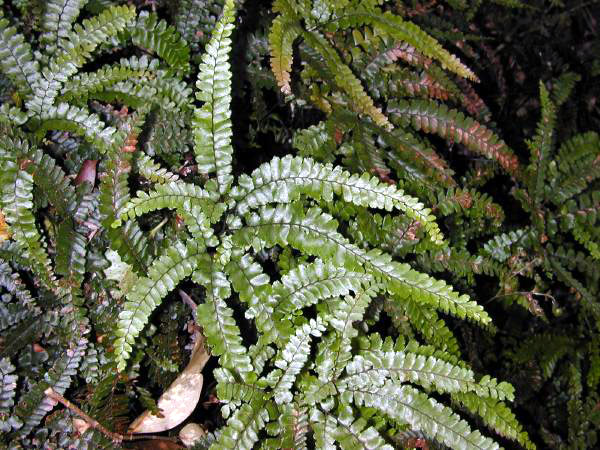
Adiantum hispidulum
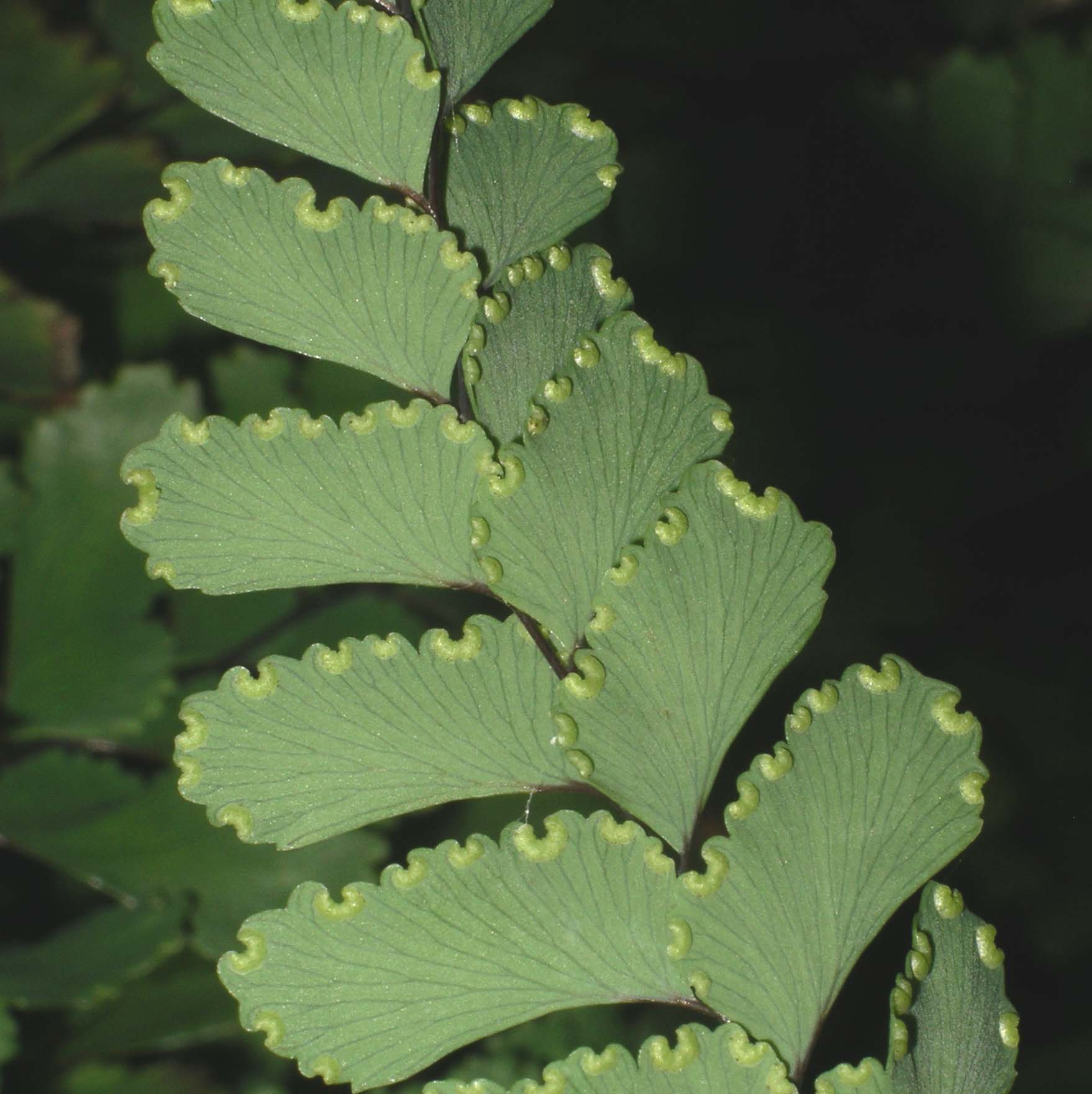
Adiantum cunninghamii underifrån. Här ses de karaktäristiska inrullningarna av bladkanterna, där sporerna finns

Enligt Catalogue of Life innehåller släktet följande 239 arter:

- Adiantum abscissum
- Adiantum acrolobum
- Adiantum adiantoides
- Adiantum aethiopicum
- Adiantum alarconianum
- Adiantum aleuticum
- Adiantum alomae
- Adiantum amblyopteridium
- Adiantum amplum
- Adiantum anceps
- Adiantum andicola
- Adiantum aneitense
- Adiantum annamense
- Adiantum argutum
- Adiantum atroviride
- Adiantum balfourii
- Adiantum bellum
- Adiantum bessoniae
- Adiantum blumenavense
- Adiantum boliviense
- Adiantum bonatianum
- Adiantum braunii
- Adiantum breviserratum
- Adiantum cajennense
- Adiantum calcareum
- Adiantum camptorachis
- Adiantum capillus-junonis
- Adiantum capillus-veneris
- Adiantum caribense
- Adiantum caryotideum
- Adiantum caudatum
- Adiantum celebicum
- Adiantum chienii
- Adiantum chilense
- Adiantum cinnamomeum
- Adiantum comoroense
- Adiantum concinnum
- Adiantum cordatum
- Adiantum coreanum
- Adiantum crespianum
- Adiantum cuneatiforme
- Adiantum cunninghamii
- Adiantum cupreum
- Adiantum curvatum
- Adiantum davidii
- Adiantum dawsonii
- Adiantum decipiens
- Adiantum decoratum
- Adiantum deflectens
- Adiantum delicatulum
- Adiantum deltoideum
- Adiantum diaphanum
- Adiantum digitatum
- Adiantum diogoanum
- Adiantum diphyllum
- Adiantum discolor
- Adiantum dissimulatum
- Adiantum dolosum
- Adiantum edgeworthii
- Adiantum elegantulum
- Adiantum erylliae
- Adiantum erythrochlamys
- Adiantum excisum
- Adiantum feei
- Adiantum fengianum
- Adiantum filiforme
- Adiantum fimbriatum
- Adiantum flabellulatum
- Adiantum flabellum
- Adiantum formosanum
- Adiantum formosum
- Adiantum fournieri
- Adiantum fragile
- Adiantum fragiliforme
- Adiantum fructuosum
- Adiantum fuliginosum
- Adiantum fulvum
- Adiantum galeottianum
- Adiantum gertrudis
- Adiantum giganteum
- Adiantum gingkoides
- Adiantum glabrum
- Adiantum glaucescens
- Adiantum gomphophyllum
- Adiantum gracile
- Adiantum gravesii
- Adiantum grossum
- Adiantum henslovianum
- Adiantum hirsutum
- Adiantum hispidulum
- Adiantum hollandiae
- Adiantum hornei
- Adiantum hosei
- Adiantum humile
- Adiantum imbricatum
- Adiantum incertum
- Adiantum incisum
- Adiantum intermedium
- Adiantum isthmicum
- Adiantum janzenianum
- Adiantum jordanii
- Adiantum juxtapositum
- Adiantum kendalii
- Adiantum kingii
- Adiantum klossii
- Adiantum krameri
- Adiantum lamrianum
- Adiantum latifolium
- Adiantum leprieurii
- Adiantum lianxianense
- Adiantum lindsaeoides
- Adiantum lobatum
- Adiantum lorentzii
- Adiantum lucidum
- Adiantum lunulatum
- Adiantum macrocladum
- Adiantum macrophyllum
- Adiantum madagascariense
- Adiantum malesianum
- Adiantum mariesii
- Adiantum mariposatum
- Adiantum mathewsianum
- Adiantum mcvaughii
- Adiantum meishanianum
- Adiantum melanoleucum
- Adiantum membranifolium
- Adiantum mendoncae
- Adiantum mindanaense
- Adiantum monochlamys
- Adiantum monosorum
- Adiantum moranii
- Adiantum multisorum
- Adiantum mynsseniae
- Adiantum myriosorum
- Adiantum nelumboides
- Adiantum neoguineense
- Adiantum novae-caledoniae
- Adiantum nudum
- Adiantum oaxacanum
- Adiantum obliquum
- Adiantum ogasawarense
- Adiantum olivaceum
- Adiantum orbignyanum
- Adiantum ornithopodum
- Adiantum ovalescens
- Adiantum oyapokense
- Adiantum palaoense
- Adiantum papillosum
- Adiantum paraense
- Adiantum parishii
- Adiantum patens
- Adiantum pearcei
- Adiantum pectinatum
- Adiantum pedatum
- Adiantum peruvianum
- Adiantum petiolatum
- Adiantum phanerophlebium
- Adiantum phanomensis
- Adiantum philippense
- Adiantum phyllitidis
- Adiantum platyphyllum
- Adiantum poeppigianum
- Adiantum poiretii
- Adiantum polyphyllum
- Adiantum proliferum
- Adiantum pseudotinctum
- Adiantum pulchellum
- Adiantum pulcherrimum
- Adiantum pulverulentum
- Adiantum pumilum
- Adiantum pyramidale
- Adiantum raddianum
- Adiantum rectangulare
- Adiantum recurvatum
- Adiantum refractum
- Adiantum reniforme
- Adiantum reptans
- Adiantum rhizophorum
- Adiantum rhizophytum
- Adiantum robinsonii
- Adiantum roborowskii
- Adiantum rondonii
- Adiantum rubellum
- Adiantum rufopetalum
- Adiantum ruizianum
- Adiantum scalare
- Adiantum schmidtchenii
- Adiantum schweinfurthii
- Adiantum seemannii
- Adiantum semiorbiculatum
- Adiantum senae
- Adiantum sericeum
- Adiantum serratifolium
- Adiantum serratodentatum
- Adiantum shepherdii
- Adiantum siamense
- Adiantum silvaticum
- Adiantum sinuosum
- Adiantum soboliferum
- Adiantum solomonii
- Adiantum spurium
- Adiantum squamulosum
- Adiantum stenochlamys
- Adiantum stolzii
- Adiantum subcordatum
- Adiantum subpedatum
- Adiantum subvolubile
- Adiantum taiwanianum
- Adiantum tenerum
- Adiantum tenuissimum
- Adiantum terminatum
- Adiantum tetragonum
- Adiantum tetraphyllum
- Adiantum thalictroides
- Adiantum thongthamii
- Adiantum tibeticum
- Adiantum tomentosum
- Adiantum tracyi
- Adiantum trapeziforme
- Adiantum trichochlaenum
- Adiantum tricholepis
- Adiantum trilobum
- Adiantum tripteris
- Adiantum tryonii
- Adiantum tuomistoanum
- Adiantum urophyllum
- Adiantum variopinnatum
- Adiantum venustum
- Adiantum villosissimum
- Adiantum villosum
- Adiantum viridescens
- Adiantum viridimontanum
- Adiantum vivesii
- Adiantum vogelii
- Adiantum wattii
- Adiantum wilesianum
- Adiantum wilsonii
- Adiantum windischii
- Adiantum zollingeri